# Україна у війнах Наполеона
1812 року відбувся похід французького імператора Наполеона на Росію, який закінчився загибеллю майже всієї французької армії. З Українських земель Наполеонівська армія зайняла Західну Волинь, де розгромила третю російську армію під командуванням генерала А. Тормасова.
У військово-політичних планах Наполеона певне місце займала Україна. Наполеон звернув увагу на українську проблему, продовжуючи традиційну французьку політику, в межах якої було встановлено таємні контакти з К. Розумовським та лунали виступи в 1795 у Конвенті на захист прав козацької нації. Політичні плани французького імператора щодо України в період підготовки російської кампанії 1811–1812 рр. передбачали відокремлення українських земель від Росії й поділ їх на три частини: Правобережна Україна відходила до Варшавського герцогства (без Волині, яка була обіцяна Австрії за воєнну допомогу у війні проти Росії), у Лівобережній і Південній Україні планувалося створити дві держави, т. зв. «наполеоніди» під протекторатом Франції (план був розроблений графами А.-М. Бланом де ля Нольтом д'Отерівом і Г. М. де Монгейяром).
Одна з них мала існувати в межах Чернігівщини і Полтавщини, друга «наполеоніда» — на Південній Україні в межах Катеринославщини, Донеччини, Херсонщини, Таврії і Криму, Українське дворянство було незадоволене планами Наполеона стосовно передачі Правобережжя Польщі і це зумовило його лояльне ставлення до російської влади під час воєнної кампанії Наполеона. Частина українських дворянських кіл, яка притримувалася проросійської орієнтації, сприяла формуванню козацьких кавалерійських частин на допомогу регулярній російській армії (загалом сформовано 22 полки загальною чисельністю бл. 25 тис. осіб). Крім того, у складі російської армії воювало бл. 75 тис. українців як ополченці. У Бородинській битві 1812 року брали участь Охтирський, Одеський, Чернігівський, Київський і Тернопільський полки. Оскільки воєнні формування викликали особливий інтерес українських патріотів, то згодом ці полки були направлені за кордони України.
На перших етапах участі РІ в закордонній кампанії українці вкрай неохоче йшли в рекрути, під час указів з переведення ополчення у рекрути мали місце повстання для придушення котрих використовувались регулярні війська. Проте ситуація змінилась на початок франко-російської війни через безпосередню загрозу власній території. План з набору козацьких формувань та ополчення було значно перевиконано, чому сприяли як обіцянки повернення козацьких прав так і факт підтримки імператором Наполеоном поляків — для тогочасних українців найбільших ворогів, які  виступали у якості союзників французів.

## Рекомендована література
- Борщак І. Наполєон і Україна. З невідомих документів з тогочасними ілюстраціями. Львів: Видавнича Спілка «Діло», 1937. 146 с.
- Дзвони. Літературно-науковий місячник. 1931. Ч. 2. 144 с.
- Захарчук О. М. Сучасна українська історіографія про ставлення НаполеонаІ до південно-західних окраїн Російської імперії в 1812 р. Український історичний журнал. 2014. No 1. С. 169–187.
- Martel, René. Le problème de l'Ukraine. Politique étrangère. 1938. No 3(6).С. 551–564.
- Ададуров В. Народження одного історичного міту: Проблема «Наполеон іУкраїна» у висвітленні Ілька Борщака. Ukraina moderna. 2005. Т. 9. С. 212–236.
- Ададуров В. «Наполеоніда» на сході Європи. Уявлення, проекти та діяльність уряду Франції щодо південно-західних окраїн Російської імперії напочатку ХІХ століття. Вид. 2-е, доповн. і переробл. Львів: Видавництво Українського католицького університету, 2018. 624 с.7.
- Ададуров В. «Переставляючи слова у століттях»: інтелектуальна біографіяІлька Борщака. Львів: Видавництво Українського католицького університету,2024. 540 с.8.
- Грицак Я. Нариси історії України: формування модерної української націїXIX – XX ст. [Навч. посібник]. Київ: Генеза, 1996. 360 с.
- Колесниченко Н.О. УКРАЇНСЬКІ ЗЕМЛІ ТА УКРАЇНЦІ У ВОЄННО-ПОЛІТИЧНИХ ПЛАНАХ НАПОЛЕОНА І БОНАПАРТА. Proceedings of the XX International Scientific and Practical Conference. Oslo, Norway. 2024. Pp. 113-117.